# Nephodia aerinaria
Nephodia aerinaria är en fjärilsart som beskrevs av Jacob Hübner 1825. Nephodia aerinaria ingår i släktet Nephodia och familjen mätare. Inga underarter finns listade i Catalogue of Life.